# Microtropis paucinervia
Microtropis paucinervia là một loài thực vật có hoa trong họ Dây gối. Loài này được Merr. & Chun ex Merr. & F.L. Freeman mô tả khoa học đầu tiên năm 1940.